# FIFAクラブワールドカップ2021
FIFAクラブワールドカップ2021（英: FIFA Club World Cup 2021）は、2022年2月3日から2月12日にかけて、アラブ首長国連邦(UAE)で開催された18回目のFIFAクラブワールドカップである。
当初は2021年6月17日から7月4日にかけて24チームが参加する新方式により中国で開催予定だったが、新型コロナウイルス感染症 (COVID-19) 感染拡大によるUEFA EURO 2020およびコパ・アメリカ2020の2021年への開催延期に伴い、2020年3月18日に電話によるFIFAの臨時理事会により同大会の開催延期が決定。
2020年12月4日のFIFA評議会により開催地を中国から日本に変更し、従来の7チーム（6大陸連盟代表+開催地代表）によるノックアウトトーナメント方式に戻して開催することが決定し、更に2021年3月19日にFIFAの理事会が行われ、大会の日程が12月9日から12月19日に行われる事が決まった。しかし、新型コロナウイルスの感染状況およびそれに伴う開催条件を考慮した結果、日本サッカー協会が2021年9月9日に日本での開催を返上することでFIFAと合意したと発表した。その後の2021年10月20日にFIFAは、当大会を2022年初頭にアラブ首長国連邦で開催すると発表した。

## 概要
2016年に国際サッカー連盟(FIFA)の会長ジャンニ・インファンティーノは、2019年大会において32チームが参加して行われる案を出したが、しかしその後2021年からコンフェデ杯を廃止し、4年ごとの開催、24チームが参加することを提案。
2019年3月にアメリカ・マイアミで行われたFIFA評議会でインファンティーノの提案を賛成多数で承認した。しかし欧州クラブ協会は当大会の大幅変更は、すでに2024年まで決まっていたFIFA国際大会カレンダーを十分な協議なしに変更したものとして反対、本大会のボイコットの可能性も表明している。しかし新型コロナウイルスの世界的大流行でUEFA EURO 2020とコパ・アメリカ2020が1年延期され開催困難となったため、FIFAは2021年、2022年または2023年の後半に延期すると示唆した。その後、FIFA評議会において大会方式の（従来方式への）再変更と開催地の日本への変更が決定した。
2021年9月8日に記者会見を行った日本サッカー協会会長の田嶋幸三が、新型コロナウイルス感染防止への配慮や観客制限による不採算を理由に開催権を返上する前提でFIFAと協議中であると明らかにし、翌9月9日に日本サッカー協会がFIFAとの間で日本開催について返上したことで合意したと発表した。
その後、開催地をアラブ首長国連邦に変更した上で2022年2月4日に開幕し、同月12日まで行われる。なお、開幕日の4日には中華人民共和国にて北京冬季オリンピックが同月20日までの日程で行われるため、国際スポーツ大会の日程が重なる事態となった。

### 当初予定されていた形式
前述のとおり、FIFAクラブワールドカップは今大会から24チームによる対戦が想定されていた。大陸連盟ごとの出場枠は、ヨーロッパ（UEFA）が最大で8枠、南米（CONMEBOL）が6枠、アジア（AFC）が3枠などとなる。詳細は以下の通り。
ヨーロッパ（UEFA）：8枠
2018年 - 2021年のUEFAチャンピオンズリーグならびにUEFAヨーロッパリーグ優勝チームが出場することを原則とするが、UEFAが1か国あたりの出場チーム数を制限する可能性がある。また、上記の大会で複数回優勝したチームがあった場合は、UEFAチャンピオンズリーグの準優勝チームのうち直近の年度のチームから優先して補充する。
南米（CONMEBOL）：6枠
うち4チームは、2019年 - 2020年のコパ・リベルタドーレスならびにコパ・スダメリカーナの優勝チームが出場することを原則とする。その他の詳細は未定。
アジア（AFC）：2.5枠
AFCチャンピオンズリーグ2020の決勝進出チームは自動的に出場権。準決勝の敗者同士による3位決定戦を行い，勝者は最終プレーオフに進出。ただし1か国あたりの出場チームは最大2チームに制限される見込みで、優勝チーム・準優勝チームの所在国の重複によってはプレーオフ出場チームが変更されうる。
北中米カリブ海（CONCACAF）：3枠
2021年のCONCACAFチャンピオンズリーグ決勝に進出した2チームに出場権が与えられるが、残る1チームについては未定。また1か国あたりの出場チームは最大2チームに制限される見込み。
アフリカ（CAF）：3枠
2021年のCAFチャンピオンズリーグ上位3チームに出場権が与えられる。ただし1か国あたりの出場チームは最大2チームに制限される見込み。
オセアニア（OFC）：0.5枠

開催国（中国）：1枠
2020年の国内リーグ（中国スーパーリーグ）優勝チームに出場権。中国のチームがAFCチャンピオンズリーグにより出場権を得る場合の扱いについてはわかっていない。
本大会ではAからH組までを3チームずつに分かれ、1位チームのみ準々決勝進出、準々決勝以降はノックアウト方式で行われる、という方式が予定されていた。

## 出場クラブ
| クラブ名         | 所在国           | 所在大陸 | 参加資格                              | 回数   |
| ---------------- | ---------------- | -------- | ------------------------------------- | ------ |
| アル・ヒラル     | サウジアラビア   | AFC      | AFCチャンピオンズリーグ2021 優勝      | 2回目  |
| アル・アハリ     | エジプト         | CAF      | CAFチャンピオンズリーグ2020-21 優勝   | 7回目  |
| モンテレイ       | メキシコ         | CONCACAF | CONCACAFチャンピオンズリーグ2021 優勝 | 5回目  |
| パルメイラス     | ブラジル         | CONMEBOL | コパ・リベルタドーレス2021 優勝       | 2回目  |
| ASピレー         | タヒチ           | OFC      | OFC推薦                               | 初出場 |
| チェルシー       | イングランド     | UEFA     | UEFAチャンピオンズリーグ2020-21 優勝  | 2回目  |
| アル・ジャジーラ | アラブ首長国連邦 | AFC      | UAEプロリーグ2020-21 優勝（開催国枠） | 2回目  |

## 会場
首都アブダビにある2つのスタジアムを使用する。どちらもAFCアジアカップ2019の会場として使用されたスタジアムである。
| アブダビ | アブダビ                                                  | アブダビ                       |
| -------- | --------------------------------------------------------- | ------------------------------ |
| アブダビ | アル・ジャジーラ・ ムハンマド・ビン・ザーイド・スタジアム | アール・ナヒヤーン・スタジアム |
| アブダビ | 収容人員: 37,500                                          | 収容人員: 15,000               |
| アブダビ |                                                           |                                |

## 結果

### トーナメント表
|  | プレーオフ        | プレーオフ        |                    |              | 準々決勝          | 準々決勝          |           |           | 準決勝 | 準決勝 |  |  | 決勝               | 決勝               |
|  | 2月3日 - アブダビ |                   |                    |              |                   |                   |           |           |        |        |  |  |                    |                    |
|  | アル・ジャジーラ  | 4                 |                    |              | 2月6日 - アブダビ | 2月6日 - アブダビ |           |           |        |        |  |  |                    |                    |
|  | アル・ジャジーラ  | 4                 |                    |              | 2月6日 - アブダビ | 2月6日 - アブダビ |           |           |        |        |  |  |                    |                    |
|  | ASピレー          | 1                 |                    |              | アル・ヒラル      | 6                 |           |           |        |        |  |  |                    |                    |
|  | ASピレー          | 1                 | 2月9日 - アブダビ  |              | アル・ヒラル      | 6                 |           |           |        |        |  |  |                    |                    |
|  |                   |                   |                    |              | アル・ジャジーラ  | 1                 |           |           |        |        |  |  |                    |                    |
|  | アル・ヒラル      | 0                 |                    |              | アル・ジャジーラ  | 1                 |           |           |        |        |  |  |                    |                    |
|  | アル・ヒラル      | 0                 |                    |              |                   |                   |           |           |        |        |  |  |                    |                    |
|  |                   |                   | チェルシー         | 1            |                   |                   |           |           |        |        |  |  |                    |                    |
|  |                   |                   | チェルシー         | 1            |                   |                   |           |           |        |        |  |  |                    |                    |
|  |                   |                   | 2月12日 - アブダビ |              |                   |                   |           |           |        |        |  |  |                    |                    |
|  |                   |                   |                    |              |                   |                   |           |           |        |        |  |  |                    |                    |
|  | チェルシー (aet)  | 2                 |                    |              |                   |                   |           |           |        |        |  |  |                    |                    |
|  | チェルシー (aet)  | 2                 | 2月5日 - アブダビ  |              |                   |                   |           |           |        |        |  |  |                    |                    |
|  |                   | パルメイラス      | 1                  |              |                   |                   |           |           |        |        |  |  |                    |                    |
|  |                   |                   | 1                  | アル・アハリ | 1                 |                   |           |           |        |        |  |  |                    |                    |
|  | 2月8日 - アブダビ |                   |                    | アル・アハリ | 1                 |                   |           |           |        |        |  |  |                    |                    |
|  |                   | モンテレイ        | 0                  |              |                   |                   |           |           |        |        |  |  |                    |                    |
|  | パルメイラス      | モンテレイ        | 0                  | 2            |                   |                   |           |           |        |        |  |  |                    |                    |
|  | パルメイラス      | 5位決定戦         | 5位決定戦          | 2            |                   |                   | 3位決定戦 | 3位決定戦 |        |        |  |  |                    |                    |
|  |                   | 5位決定戦         | 5位決定戦          |              | アル・アハリ      | 0                 | 3位決定戦 | 3位決定戦 |        |        |  |  |                    |                    |
|  | モンテレイ        | 3                 | アル・ヒラル       | 0            | アル・アハリ      | 0                 |           |           |        |        |  |  |                    |                    |
|  | モンテレイ        | 3                 | アル・ヒラル       | 0            |                   |                   |           |           |        |        |  |  |                    |                    |
|  | アル・ジャジーラ  | 1                 | アル・アハリ       | 4            |                   |                   |           |           |        |        |  |  |                    |                    |
|  | アル・ジャジーラ  | 1                 | アル・アハリ       | 4            |                   |                   |           |           |        |        |  |  |                    |                    |
|  | 2月9日 - アブダビ | 2月9日 - アブダビ |                    |              |                   |                   |           |           |        |        |  |  | 2月12日 - アブダビ | 2月12日 - アブダビ |

- 試合開始時刻はアラビア標準時 (UTC+3)。

### プレーオフ (開幕戦)
| 2022年2月3日 20:30 |

| アル・ジャジーラ                                                             | 4 - 1    | ASピレー             |
| アル＝アメリ 5分 · アル＝アッタス 25分 · コサノヴィッチ 41分 · ディアビ 63分 | レポート | （ラビー） 48分 (OG) |

| アル・ジャジーラ・ムハンマド・ビン・ザーイド・スタジアム (アブダビ) 観客数: 4,970人 主審: ムスタファ・ゴルバル |

### 準々決勝
| 2022年2月5日 20:30 |

| アル・アハリ | 1 - 0    | モンテレイ |
| ハニー 53分  | レポート |            |

| アール・ナヒヤーン・スタジアム（アブダビ） 観客数: 9,396人 主審: クリストファー・ビース |

| 2022年2月6日 20:30 |

| アル・ヒラル                                                                                             | 6 - 1    | アル・ジャジーラ |
| イガロ 36分 · ペレイラ 40分 · カンノ 57分 · アッ＝ドーサリー 77分 · マレガ 88分 · カリージョ 90+2分 (PK) | レポート | ディアビ 14分    |

| アル・ジャジーラ・ムハンマド・ビン・ザーイド・スタジアム (アブダビ) 観客数: 12,538人 主審: セサル・アルトゥーロ・ラモス |

### 5位決定戦
| 2022年2月9日 17:30 |

| モンテレイ                                                | 3 - 1    | アル・ジャジーラ |
| （スルタン） 4分 (OG) · フネス・モリ 11分 · モンテス 25分 | レポート | ブルーノ 90+1分  |

| アール・ナヒヤーン・スタジアム（アブダビ） 観客数: 892人 主審: ムスタファ・ゴルバル |

### 準決勝
| 2022年2月8日 20:30 |

| パルメイラス                  | 2 - 0    | アル・アハリ |
| ヴェイガ 39分 · ドゥドゥ 49分 | レポート |              |

| アール・ナヒヤーン・スタジアム（アブダビ） 観客数: 11,902人 主審: クレマン・トゥルパン |

| 2022年2月9日 20:30 |

| アル・ヒラル | 0 - 1    | チェルシー  |
|              | レポート | ルカク 32分 |

| アル・ジャジーラ・ムハンマド・ビン・ザーイド・スタジアム (アブダビ) 観客数: 19,175人 主審: セサル・アルトゥーロ・ラモス |

### 3位決定戦
| 2022年2月12日 17:00 |

| アル・ヒラル | 0 - 4    | アル・アハリ                                                   |
|              | レポート | イブラヒム 8分, 17分 · アブデル・カデル 40分 · エルソリア 64分 |

| アール・ナヒヤーン・スタジアム（アブダビ） 観客数: 9,008人 主審: クレマン・トゥルパン |

### 決勝
| 2022年2月12日 20:30 |

| チェルシー                          | 2 - 1 (延長) | パルメイラス       |
| ルカク 55分 · ハフェルツ 117分 (PK) | レポート     | ヴェイガ 64分 (PK) |

| アル・ジャジーラ・ムハンマド・ビン・ザーイド・スタジアム (アブダビ) 観客数: 32,871人 主審: クリストファー・ビース |

## 優勝クラブ
| FIFAクラブワールドカップ 2021 優勝 |
| ---------------------------------- |
| イングランドの旗                   |
| チェルシー 初優勝                  |

## 順位
| 順 | クラブ名         | 試 | 勝 | 分 | 敗 | 点 | 得 | 失 | 差 |
| -- | ---------------- | -- | -- | -- | -- | -- | -- | -- | -- |
| 1  | チェルシー       | 2  | 2  | 0  | 0  | 6  | 3  | 1  | +2 |
| 2  | パルメイラス     | 2  | 1  | 0  | 1  | 3  | 3  | 2  | +1 |
| 3  | アル・アハリ     | 3  | 2  | 0  | 1  | 6  | 5  | 2  | +3 |
| 4  | アル・ヒラル     | 3  | 1  | 0  | 2  | 3  | 6  | 6  | 0  |
| 5  | モンテレイ       | 2  | 1  | 0  | 1  | 3  | 3  | 2  | +1 |
| 6  | アル・ジャジーラ | 3  | 1  | 0  | 2  | 3  | 6  | 10 | -4 |
| 7  | ASピレー         | 1  | 0  | 0  | 1  | 0  | 1  | 4  | -3 |

- PK戦で決着がついた試合は記録上引き分けとなる

## 得点ランキング
| 順位 | 選手名                     | 所属クラブ       | 得点数 |
| ---- | -------------------------- | ---------------- | ------ |
| 1    | ロメル・ルカク             | チェルシー       | 2      |
| 1    | ハファエウ・ヴェイガ       | パルメイラス     | 2      |
| 1    | ヤセル・イブラヒム         | アル・アハリ     | 2      |
| 1    | アブドゥライ・ディアビ     | アル・ジャジーラ | 2      |
| 5    | カイ・ハフェルツ           | チェルシー       | 1      |
| 5    | ドゥドゥ                   | パルメイラス     | 1      |
| 5    | アーメド・アブデル・カデル | アル・アハリ     | 1      |
| 5    | アムル・エルソリア         | アル・アハリ     | 1      |
| 5    | ムハンマド・ハニー         | アル・アハリ     | 1      |
| 5    | サーレム・アッ＝ドーサリー | アル・ヒラル     | 1      |
| 5    | アンドレ・カリージョ       | アル・ヒラル     | 1      |
| 5    | オディオン・イガロ         | アル・ヒラル     | 1      |
| 5    | モハメド・カンノ           | アル・ヒラル     | 1      |
| 5    | ムサ・マレガ               | アル・ヒラル     | 1      |
| 5    | マテウス・ペレイラ         | アル・ヒラル     | 1      |
| 5    | ロヘリオ・フネス・モリ     | モンテレイ       | 1      |
| 5    | セサル・モンテス           | モンテレイ       | 1      |
| 5    | ザイード・アル＝アメリ     | アル・ジャジーラ | 1      |
| 5    | アハメド・アル＝アッタス   | アル・ジャジーラ | 1      |
| 5    | ブルーノ                   | アル・ジャジーラ | 1      |
| 5    | ミロシュ・コサノヴィッチ   | アル・ジャジーラ | 1      |

## 表彰
- FIFAフェアプレー賞： チェルシー

| 賞               | 受賞者         | 所属クラブ   |
| ---------------- | -------------- | ------------ |
| ゴールデンボール | チアゴ・シウバ | チェルシー   |
| シルバーボール   | ドゥドゥ       | パルメイラス |
| ブロンズボール   | ダニーロ       | パルメイラス |